# Dermatitis digitalis
Dermatitis digitalis (DD) (anglicky Digital Dermatitis) je onemocnění paznehtů skotu s příznaky silného kulhání.
Česky se této nemoci někdy říká „jahoda“ podle typického vzhledu léze (anglicky Strawberry Foot Rot). Poprvé byla nemoc popsána Italy Cheli a Mortellarem v roce 1974. V Československu byla zaznamenána koncem osmdesátých let 20. století, od té doby je trvale přítomna v chovech se špatnou zoohygienou. Nemoc se nejčastěji vyskytuje u mléčného skotu, kde snižuje množství nadojeného mléka.
Rizikovými faktory jsou špatná hygienou chovu, znečistění trusem, vlhkost podlah ve stájích, hrubé chyby ve výživě.

## Původce
DD je polybakteriální onemocnění. Začíná jako kožní léze s typickými klinickými projevy. Postupně se rozšiřuje, je infikována mnoha patogeny. Na rozvoji DD se mohou podílet i viry. Nálezy se mění v závislosti na stádiu nemoci, době a místě původu. Nejčastěji jsou kultivovány tyto bakterie:
Peptostreptococcus, Peptococcus, Porphyromonas (Bacteroides) levii, Fusobacterium necrophorum, Streptococcus disgalactiae, Arcanobacterium pyogenes, Clostridium.
U hlubších lézí také Treponema species (patří mezi spirochety), Mycoplasma hyopharyngis

## Klinika
DD začíná malou lézí do průměru 2 cm. Zvíře kulhá, zvedá nohu, třepe jí. Při bližším ohledání paznehtů je vidět mezi paznehty, na patce nebo špičce rudá zduřenina, velice bolestivá na dotek, připomíná jahodu. Typický je putridní zápach. Jediné lokální ošetření dokáže lézi vyléčit v rané fázi nemoci.
V další fázi dochází ke komplikacím. Léze se zvětšuje, šíří pod pazneht. Kráva dlouhodobě kulhá, což má za následek snížení dojivosti, nerovnoměrný růst paznehtů. Léčení v této fázi vyžaduje odstranění části podminovaného paznehtu, což je často technicky nemožné (je třeba opakované ošetření s odstupem několika týdnů).
Pokud není DD léčena, přechází v další onemocnění pohybového aparátu. Následuje panaritium, což je zánět kůže, svalu i šlachy nad paznehtem. Noha oteče. Léčení je zdlouhavé, trvalé následky možné.
Konečnou fází je periostitis či dokonce sepse. Otok se šíří od paznehtu směrem vzhůru, zvíře dostane vysokou teplotu. Léčení je v pokročilé fázi nemožné.

## Terapie
1. Zvýšení hygieny chovu. Základním chovatelským opatřením je zajistit suché stání, suché výběhy, suché proháněcí uličky. Pravidelné ošetřování paznehtů. Individuální výživa krav. Sluneční záření snižuje výskyt DD.
2. Lokální ošetření postiženého místa léčivy obsahujících formaldehyd (např. LOTAGEN koncentrát).
3. Lokální případně i celkové podání tetracyklinů (ve spreji na postižené místo během laktace, v injekční formě v době stání na suchu).

Hromadné ošetření celého stáda pomocí desinfekčních van s obsahem skalice modré případně formaldehydu má spíše preventivní charakter. Rozvinutou DD tím nelze vyléčit.